# Öraån (naturreservat)
Öraån är ett naturreservat i Bräcke kommun i Jämtlands län.
Området är naturskyddat sedan 2015 och är 20 hektar stort. Reservatet omfattar en sträcka av Öraån med stränder. I ån finns flodpärlmussla och öring. Strandzonen består av våtmark och barrblandskog.